# Complexo Termelétrico Parnaíba
O Complexo Termelétrico Parnaíba é um conjunto de parques térmicos de geração de energia, situados na cidade Santo Antônio dos Lopes, no Maranhão.
O gás utilizado na geração de energia é produzido em campos localizados nas proximidades do complexo. Com 1,8 GW de capacidade instalada, é atualmente a segunda maior termelétrica a gás natural do país.

## Capacidade energética
O parque é dividido em: 
- UTE Maranhão IV, com 337,6 MW[1]
- UTE Maranhão V, com 337,6 MW[1]
- UTE MC2 Nova Venecia 2, com 178 MW[1]
- UTE Maranhão III, com 519 MW[1]
- UTE Parnaíba IV, com 56 MW[1][2]
- UTE Parnaíba V, com 385,7 MW[3]

## Modelo Reservoir-to-Wire
O modelo reservoir-to-wire (R2W) consiste na geração térmica nas proximidades dos campos produtores onshore (em terra) de gás natural.
A energia produzida no Complexo Parnaíba é enviada para o Sistema Interligado Nacional (SIN) a partir da rede de transmissão que passa nas proximidades.

## Gás natural no Maranhão

### Primeiras pesquisas
A pesquisa de petróleo foi iniciada na Bacia do Parnaíba no final da década de 1940, através do Conselho Nacional do Petróleo, com a perfuração de dois poços no Maranhão. Posteriormente, nas décadas de 1960 a 1980, foram realizados pesquisas pela Petrobras e por companhias de contrato de risco. No entanto, o volume de dados adquiridos durante este período foi considerado insuficiente, em razão da grande extensão desta bacia.
Em junho de 2002, a ANP ofereceu blocos exploratórios na Bacia do Parnaíba na quarta rodada de licitações, mas nenhum bloco foi arrematado.
Em 2007, na nona rodada de licitações da ANP,, foram novamente alguns setores dessa vez arrematados pelas empresas PETRA ENERGIA – STR (PN-T-48/49/50/67/68/84/85), DEVON (PN-T-66), PETROBRAS (PN-T-86) e COMP (PN-T-102) (Figura 34).
Em setembro de 2009, a OGX, braço de petróleo e gás natural do grupo EBX, anunciou a compra de 70% de participação em sete blocos terrestres pertencentes à Petra Energia, que permaneceu com 30%.

### Descoberta e produção
As atividades de perfuração tiveram início no dia 5 de julho de 2010. Em 12 agosto de 2010, a companhia OGX anunciou a descoberta de reservas de gás natural no poço 1-OGX-16-MA, no bloco PN-T-68. Foi feita nova descoberta no poço OGX-16 em 02 de setembro e em 17 e 26 de novembro foram feitas descobertas no poço OGX-22.
Em setembro de 2011, a OGX Maranhão adquiriu 50% de participação no bloco exploratório terrestre PN-T-102 na bacia do Parnaíba, detida pelas companhias Imetame Energia S.A., DELP Engenharia Mecânica Ltda. e Orteng Equipamentos e Sistemas Ltda.
Em setembro de 2012, a OGX Maranhão obtém Licença de Operação (LO) para início da produção na Bacia do Parnaíba nos Campos Gavião Azul e Gavião Real, o qual foi o primeiro a operar. A produção comercial de gás iniciou-se em janeiro de 2013.
Atualmente, a exploração de gás na Bacia do Parnaíba tem capacidade de produzir 8,4 milhões de m³ de gás por dia, explorados pela empresa Eneva, com a implantação de 153 km de gasodutos, ao custo do investimento de R$ 9 bilhões.
Os maiores estados produtores de gás natural em 2021 foram: Rio de Janeiro (64%); São Paulo (12,4%); Amazonas (10,15%); Maranhão (4,38%); Espírito Santo (4,09%); Bahia (4,06%); Ceará/Rio Grande do Norte (0,50%); Sergipe/Alagoas (0,45%).
O estado do Maranhão é pioneiro na exploração de gás em terra firme e transporte por gasodutos até um parque termelétrico e o segundo maior produtor de gás em terra firme no Brasil.
As cidades envolvidas na exploração de gás são: Lima Campos, Santo Antônio dos Lopes, Capinzal do Norte, Trizidela do Vale e Pedreiras.

### Construção de usinas
Em agosto de 2011, o projeto da UTE Maranhão III sagrou-se vitorioso no leilão de energia nova A-3 realizado pela ANEEL. A UTE MC2 Nova Venecia 2 (Parnaíba III) e  Parnaíba I (conjunto das usinas Maranhão IV e Maranhão V) se originaram de projetos que haviam sido vitoriosos no Leilão A-5/2008 para serem construídos em outros locais e foram transferidos para o projeto do Complexo Parnaíba.
Em 19 de janeiro de 2013, Parnaíba I começou a fornecer energia ao Sistema Interligado Nacional (SIN), em caráter de testes, com a operação de sua primeira turbina, e recebeu sua autorização comercial em 1º de fevereiro de 2013. No dia 8 de fevereiro, a segunda turbina entrou em operação. No dia 16 de março, entrou em operação a terceira e, em 5 de abril, a quarta turbina.
A primeira unidade geradora de Parnaíba III (MC2 Nova Venecia 2) entrou em operação comercial em 14 de outubro de 2013 e a segunda em 18 de fevereiro de 2014.
Em 13 de dezembro de 2013, entrou em operação comercial Parnaíba IV.
A operação comercial de Parnaíba II (Maranhão III) se deu em 1º de julho de 2016.
No Leilão de Energia Nova "A-6", de 2018, um novo projeto previu a instalação da UTE Parnaíba V, que acrescentaria uma potência de 386 MW ao Complexo. As obras foram iniciadas em 2019 e concluídas em novembro de 2022. A usina deve gerar energia por meio do ciclo combinado, utilizando o vapor gerado a partir do calor produzido por Parnaíba I (conjunto das usinas Maranhão IV e Maranhão V), não necessitando de gás natural adicional para geração de energia. Parnaíba V entrou em operação em novembro de 2022.

## Propriedade
A Eneva tem área total sob concessão superior a 40 mil km² na Bacia do Parnaíba, no Maranhão.
A empresa também é dona Usina Terméletrica Porto do Itaqui, em São Luís (MA), com capacidade de gerar até 360 MW, e que é movida a carvão mineral.
A empresa possui onze campos declarados comerciais no Maranhão: seis deles em produção (Gavião Real, Gavião Vermelho, Gavião Branco, Gavião Caboclo, Gavião Azul e Gavião Preto) e seis em desenvolvimento (Gavião Branco Norte, Gavião Tesoura, Gavião Carijó, Gavião Belo, Gavião Mateiro e Gavião Vaqueiro). A companhia tem, ainda, sete Planos de Avaliação de Descoberta (PADs), sete blocos exploratórios obtidos na 13ª Rodada de Licitações da ANP, em 2015, e cinco blocos obtidos na 14ª Rodada de Licitações da ANP, em 2017.
O gás é produzido conforme a demanda do Complexo Parnaíba. O gás não-associado onshore é mais competitivo em termos de custo de descoberta, desenvolvimento e produção por metro cúbico, resultando na geração de energia com custos mais atrativos para o sistema elétrico brasileiro.
Em 2017, a Eneva atingiu a marca de mais de 100 poços perfurados na Bacia do Parnaíba.

## Novos projetos
No Leilão A-6 realizado em outubro de 2019, outro projeto prevê a construção da projeto Parnaíba VI, com capacidade de 92 MW, também utilizando o ciclo combinado, sendo resultado da ampliação da central termelétrica MC2 Nova Venécia 2 (178 MW), que passará a contar com 270 MW, com o início da construção em 2022 e previsão de conclusão para o final de 2024. A capacidade total do complexo deve aumentar para 1,9 GW.
Em 2023, a Gasmar deu início à construção de um sistema de estocagem, uma estação de regaseificação e um gasoduto ligando o Porto do Itaqui à usina de pelotização da Vale, em São Luís, orçado em R$ 70 milhões e previsão de entrega para abril de 2024. Em 30 de julho de 2025,  o Sistema de Distribuição de Gás Natural 2 (SDGN2) foi inaugurado, contando com 4 km e custo de R$ 100 milhões. É o segundo gasoduto do estado, após o SDGN1, localizado no Complexo Termelétrico Parnaíba, em Santo Antônio dos Lopes.
A obra faz parte do projeto de descarbonização da Vale, que deve substituir o uso de óleo combustível por gás natural. A Eneva realiza o transporte de 250 mil m³/dia GNL (gás natural liquefeito) em carretas criogênicas a partir do Complexo Parnaíba a 320 km de São Luís. Após chegar na capital, o combustível passa por um estação de regaseificação antes de seguir para o gasoduto. 

## Ver Também
- Companhia Maranhense de Gás
- Complexo Eólico Delta 3
- Usina Termelétrica Gera Maranhão
- Usina Termelétrica Suzano Maranhão
- Usina Hidrelétrica Estreito
- Economia do Maranhão